# Ruska romantika (književnost)
Ruska romantika označuje literarno smer, ki je v ruski književnosti nastala po koncu Napoleonovih vojn.
Predhodnik ruske romantike je bil pesnik in prevajalec V.A. Žukovski (1783-1852), ki je zanesel v rusko književnost vpliv nemške romantike. Vrh je dosegla v delu A.S. Puškina (1799-1837) in M.J. Lermontova (1814-1841), ki sta ustvarila rusko romantično liriko, pripovedništvo in dramatiko. Manj romantične značilnosti vsebuje dramsko delo A.S. Gribojedova (1795-1829).
Družbenopolitična usmerjenost ruske romantike je bila v glavnem liberalna in demokratična. Idejno je bila deloma povezana še z razsvetljenstvom.